# Pseudobrevicoryne erysimi
Pseudobrevicoryne erysimi är en insektsart. Pseudobrevicoryne erysimi ingår i släktet Pseudobrevicoryne och familjen långrörsbladlöss. Inga underarter finns listade i Catalogue of Life.